# NGC 7296
NGC 7296 é um aglomerado aberto na direção da constelação de Lacerta. O objeto foi descoberto pelo astrônomo William Herschel em 1787, usando um telescópio refletor com abertura de 18,6 polegadas. 